# Ricardo Hepp
Ricardo Hepp Kushel (Santiago) es un periodista chileno trayectoria en medios nacionales.

## Biografía

### Estudios
Estudió periodismo en la Pontificia Universidad Católica de Chile.

### Trayectoria
Trabajó en Santiago (Chile), donde ejerció en el diario "Crónica" de Concepción y en medios colombianos de Cali y Bogotá (Colombia) , luego en el año 1982 llegó a El Sur (diario), primero como director del diario "Crónica", más adelante como editor de los Servicios Informativos, y subdirector del diario.
En El Sur, asumió junto a Rafael Maira Lamas (Director y Delgado de Consejo), el cargo de Director Ejecutivo el 31 de enero de 1991 hasta el año 2000. Fue en el año 1995 y junto con el diario, donde recibió el premio de Educación de Tránsito, distinción entregada por el director general de Carabineros de la época (Fernando Cordero) y el ministro de Transportes (Claudio Hohmann).
Más adelante, el 1 de enero de 2001, volvería a asumir el cargo de Director en el diario El Sur hasta el año 2006.
En  junio de 2014 salió electo presidente de la Asociación Nacional de la Prensa (ANP), asumiendo en julio el cargo de ese año.